# Maheder Haileselassie
Maheder Haileselassie Tadese (Addis Abeba, 1990) és una artista i fotògrafa etíop. Va guanyar el premi de fotografia africana contemporània 2023 i va ser escollida com una de les 100 dones de la BBC el 2024 com a "pionera del clima".

## Biografia

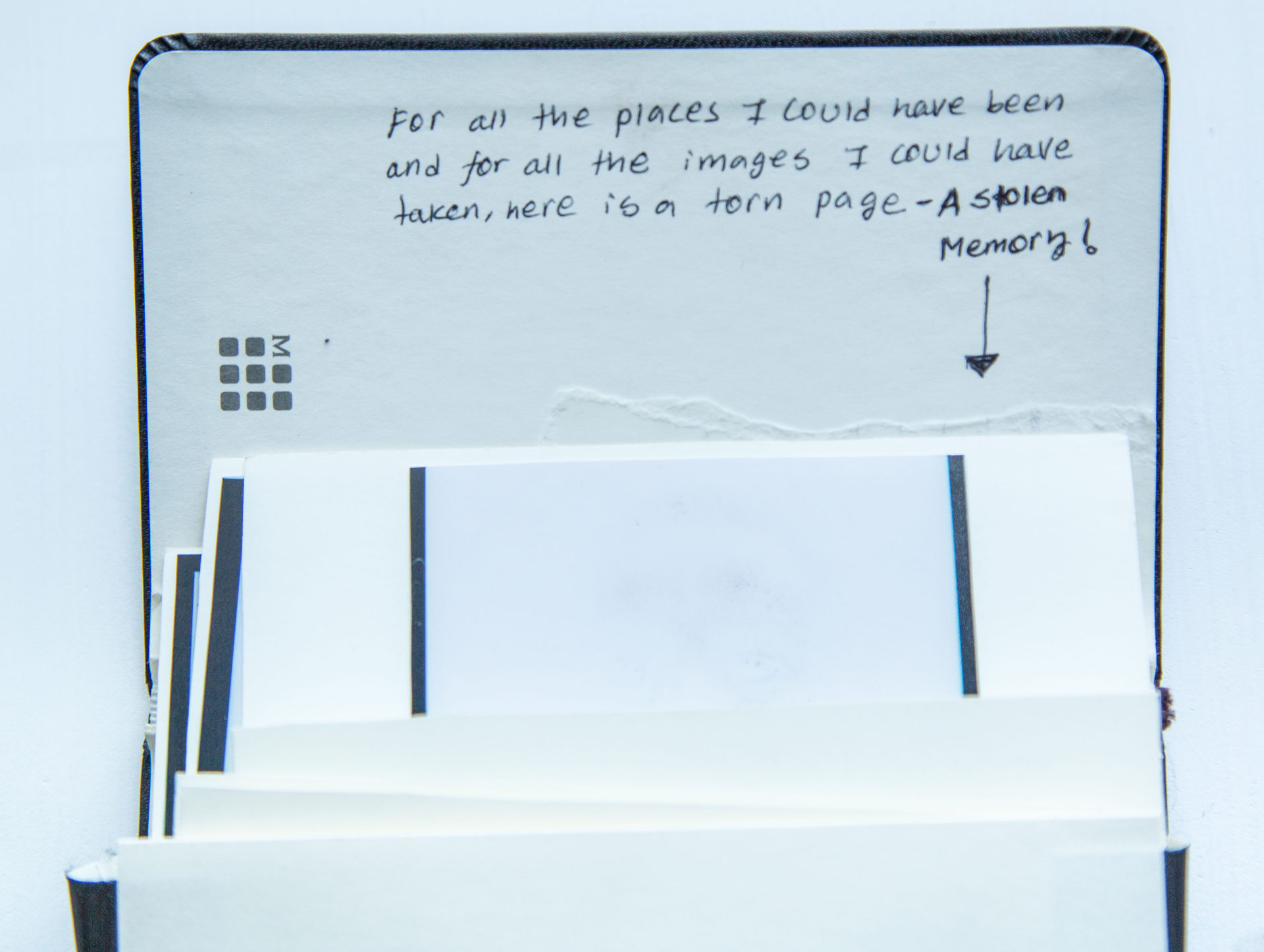
Fotografia de l'interior de la seva llibreta de notes, cap el 2023

Haileselassie va néixer a Addis Abeba el 1990 i es va criar a la mateixa ciutat. Va estudiar enginyeria civil i, durant el darrer any de la carrera, es va interessar per la fotografia en fer fotos dels seus amics amb el seu telèfon Blackberry. L'any següent va adquirir un iPhone i el 2013 la seva activitat principal ja era la fotografia.
Dirigeix el centre de fotografia que té com a objectiu promoure la fotografia entre els joves etíops. Ha criticat el treball del fotògraf Mahesh Shantaram, que ha intentat documentar l'efecte del colonialisme, però troba la seva obra problemàtica, ja que considera que treballa únicament per al plaer de l'espectador. Ella creu que aquesta és una visió colonial, en tant que retrata les dones nues innecessàriament, únicament per fascinar el públic occidental.
L'any 2023 Haileselassie va guanyar el Premi de Fotografia Africana Contemporània, junt amb els fotògrafs Nadia Ettwein, Yassmin Forte, Carlos Idun-Tawiah i Léonard Pongo. L'any següent va ser una dels trenta artistes seleccionats per a l'exposició col·lectiva de la 14a edició de la Rencontres africaines de la photographie, titulada La Panafricane, junt amb fotògrafs com Bernard Akoi-Jackson de Ghana, Jeannette Ehlers de Dinamarca i Trinitat i Tobago o el marroquí Mounir Fatmi. L'edició d'aquell any s'organitzava sota el lema Kuma, La Parole (Kuma, la paraula) i la direcció artísitca anava a càrrec de Lassana Igo Diarra, amb un equip format per Nadine Hounkpatin, Manthia Diawara, Soufiane Er-Rahoui, Oyindamola (Fakeye) Faithfull i Patrick Mudekereza.
El mateix 2024 va ser escollida com una de les 100 dones referents de la BBC. La BBC i The Guardian es van fixar en la seva obra d'aquell any, on documentava l'efecte del canvi climàtic en les noies joves. La taxa de matrimoni infantil a Somàlia s'havia més que duplicat a mesura que les famílies intentaven fer front a l'escassetat d'aliments i aigua. Les seves fotografies mostraven les noies i documentaven l'efecte de la sequera en el paisatge.